# Jesús del Muro
Jesús del Muro   (Guadalajara, 30 de novembre de 1937 - Ciutat de Mèxic, 3 d'octubre de 2022) fou un exfutbolista mexicà.

## Selecció de Mèxic
Va formar part de l'equip mexicà a la Copa del Món de 1958.